# Glenn Morris
Glenn Edgar Morris (Simla, 18 de junho de 1912 –  Palo Alto, 31 de janeiro de 1974) foi um decatleta e campeão olímpico norte-americano.
Em Berlim 1936, conquistou a medalha de ouro no decatlo com um novo recorde mundial e olímpico de 7900 pontos e recebeu sua medalha de Eva Braun, a amante de Adolf Hitler. Ele fez grande sucesso com sua vitória em Berlim, com a revista Newsweek batizando-o de " Novo Homem de Ferro da Nação". A documentarista e diretora Leni Riefenstahl, famosa por seu filme Olympia sobre aqueles Jogos, contou em suas memórias ter tido um caso amoroso com Morris durante e depois dos Jogos Olímpicos. Ele nunca mais competiu em outro decatlo.
Ao voltar para os Estados Unidos teve direito a um desfile sob chuva de papel picado em Nova York. No ano seguinte, a  Metro-Goldwyn-Mayer lançou o curta-metragem  Decathlon Champion: The Story of Glenn Morris, onde mostrava como Morris havia treinado e conquistado a vitória olímpica. Um ano depois, ele se tornaria o quarto Tarzan do cinema falado, num filme de orçamento barato da 20th Century Fox, Tarzan's Revenge (1938), abandonando a carreira artística em seguida.